# Con i primitivi delle Mentawai
Con i primitivi delle Mentawai è un libro scritto da Padre Aurelio Cannizzaro, rappresentante dei  Missionari saveriani, fondati nel 1895 da Guido Maria Conforti con lo scopo di organizzare missioni estere.
Il libro, pur non pretendendo di proporsi come testo antropologico, conduce il lettore in un affascinante viaggio nelle isole Mentawai, adiacenti a Sumatra, che per una serie di ragioni anche inspiegabili, ancora nei primi anni cinquanta del Novecento erano abitate da un popolo non molto numeroso (30000 unità), rimasto isolato dal resto del mondo e che quindi possedeva un livello culturale piuttosto povero e più arretrato di altri gruppi originari dell'Indonesia, come i daiak; difatti Padre Cannizzaro, che è stato il primo ad evangelizzarli, ha notato l'assenza della coltivazione del riso, dell'uso della ruota e della capacità di accendere il fuoco.
L'autore narra il suo incontro con i primitivi di queste isole, descrive lo stile di vita degli indigeni, la loro mentalità, il loro costume e racconta il loro apprendimento della cultura cristiana ed occidentale e quindi questo testo si rivela anche una fonte di notizie etnologiche riguardanti uno degli ultimi popoli primitivi conosciuti sulla terra.
Curiosamente il missionario è riuscito a conquistare le simpatie dei primitivi, grazie al possesso di una considerevole dose di tabacco, sostanza considerata taumaturgica presso gli indigeni. Questi ultimi vivevano ancora allo stato brado e sopravvivevano grazie a rudimentali forme di caccia, agevolata da frecce velenose, e pesca. L'alimento base dei primitivi era il sagu, farina ricavata dal tronco della palma lacustre; le abitazioni erano costituite da due spioventi di giunchi intrecciati di foglie di palma; l'artigianato si limitava alla costruzione di canoe, e la religiosità prevedeva due divinità, una del bene (Taikamanua) e una malefica (Sanitu), i riti prevedevano anche la prova di iniziazione e di gradimento dei neonati alle divinità, e quindi madre e poppante si immergevano in acqua costringendo il piccolo a resistere lì almeno quanto la madre; una sua precoce morte significava lo scarso apprezzamento di Sanitu. Inoltre abbondavano penitenze e riti espiatori.
Pagina per pagina, il missionario evangelizzatore racconta tutte le fasi, ricche di imprevisti e di contrattempi, della educazione ai valori cristiani ed occidentali.

## Edizioni
- Aurelio Cannizzaro, Con i primitivi delle Mentawai, I.S.M.E., 1959,  pp.325 , cap.20.